# الجيش الثاني (فيرماخت)
الجيش الثاني (بالألمانية: Armeeoberkommando 2) جيش ميداني ألماني شارك في الحرب العالمية الثانية.

## الحرب العالمية الثانية
تكوّن الجيش الثاني في 20 أكتوبر 1939 تحت قيادة الفريق أول ماكسيميليان فون فيخس وشارك في المعارك لأول مرة أثناء غزو فرنسا بعدها شارك في غزو البلقان قبل التحوّل إلى أوكرانيا والمشاركة في عملية بارباروسا أثناء الغزو الألماني للاتحاد السوفيتي.
وفي عام 1942 تكفّل الجيش الثاني بتغطية الجناح الشمالي للقوات الألمانية المتقدمة أثناء الحالة الزرقاء (بالألمانية: Fall Blau) ومحاصرة فورونيج قبل أن يُمنى بخسائر جسيمة خلال الهجوم السوفيتي الشتوي المضاد الذي أعقب معركة ستالينغراد.
وفي عام 1945 لعب الجيش الثاني دورًا محوريًا في الدفاع عن بوميرانيا الشرقية قبل الاستسلام نهائيًا في 9 مايو 1945.

## القادة
- الفريق أول ماكسيميليان فون فيخس (20 أكتوبر 1939 - 13 يوليو 1942)
- الفريق أول هانز فون سالموت (14 يوليو 1942 - 3 فبراير 1943)
- الفريق أول فالتر فايز (4 فبراير 1943 - 9 مارس 1945)
- الفريق أول ديتريش فون ساوكين (10 مارس 1945 - 9 مايو 1945)